# Kléber Augusto Caetano Leite Filho
Kléber Augusto Caetano Leite Filho, conocido deportivamente como Klebinho (n. Río de Janeiro, Brasil; 2 de agosto de 1998), es un futbolista brasileño que juega como defensa y su equipo actual es la União Desportiva Oliveirense de la Segunda División de Portugal.

## Trayectoria
Klebinho aprendió a jugar al fútbol en el equipo juvenil del Flamengo, fue allí donde firmó su primer contrato profesional en 2017. En ese mismo año terminó segundo en la Copa de Brasil y en 2018 fue subcampeón en el Campeonato Brasileiro de Futebol. 
En agosto de 2019, se mudó cedido al Tokyo Verdy Japón. En el club de la prefectura de Tokio jugó en la segunda liga más alta del país, la J2 League. Para Verdy, completó 32 juegos de segunda división.  
Tras la cesión, regresó al Flamengo en enero de 2021. Después de no desempeñar ningún papel en la planificación del equipo para la temporada, en el mes de mayo fue cedido al Cruzeiro de Belo Horizonte hasta finales de la Série B 2021.
El 27 de julio de 2021 Klebinho rescindió su contrato con Flamengo y fichó por el club ecuatoriano Guayaquil City. En esta negociación, Flamengo se quedó con el 20% de sus derechos económicos.

## Selección nacional
Klebinho jugó once veces para la selección brasileña Sub-17 de 2014 a 2015. En 2015 ganó el Campeonato Sudamericano de Fútbol Sub-17 con el equipo.

## Estadísticas

### Clubes
Actualizado al último partido disputado el 2 de diciembre de 2023.
| Club                     | Temporada     | Liga  | Liga  | Copas nacionales | Copas nacionales | Copas internacionales | Copas internacionales | Total | Total |
| Club                     | Temporada     | Part. | Goles | Part.            | Goles            | Part.                 | Goles                 | Part. | Goles |
| ------------------------ | ------------- | ----- | ----- | ---------------- | ---------------- | --------------------- | --------------------- | ----- | ----- |
| Flamengo · Brasil        | 2017          | 1     | 0     | 0                | 0                | 0                     | 0                     | 1     | 0     |
| Flamengo · Brasil        | 2018          | 4     | 0     | 0                | 0                | 0                     | 0                     | 4     | 0     |
| Flamengo · Brasil        | 2019          | 2     | 0     | 0                | 0                | 0                     | 0                     | 2     | 0     |
| Flamengo · Brasil        | Total club    | 7     | 0     | 0                | 0                | 0                     | 0                     | 7     | 0     |
| Tokyo Verdy Japón        | 2019          | 13    | 0     | 0                | 0                | -                     | -                     | 13    | 0     |
| Tokyo Verdy Japón        | 2020          | 18    | 0     | 0                | 0                | -                     | -                     | 18    | 0     |
| Tokyo Verdy Japón        | Total club    | 31    | 0     | 0                | 0                | -                     | -                     | 31    | 0     |
| Cruzeiro · Brasil        | 2021          | 0     | 0     | 1                | 0                | 0                     | 0                     | 1     | 0     |
| Cruzeiro · Brasil        | Total club    | 0     | 0     | 1                | 0                | 0                     | 0                     | 1     | 0     |
| Guayaquil City · Ecuador | 2021          | 10    | 0     | 0                | 0                | 0                     | 0                     | 10    | 0     |
| Guayaquil City · Ecuador | 2022          | 26    | 4     | 1                | 0                | -                     | -                     | 27    | 4     |
| Guayaquil City · Ecuador | 2023          | 27    | 1     | 0                | 0                | -                     | -                     | 27    | 1     |
| Guayaquil City · Ecuador | Total club    | 63    | 5     | 1                | 0                | 0                     | 0                     | 64    | 5     |
| Total carrera            | Total carrera | 101   | 5     | 2                | 0                | 0                     | 0                     | 103   | 5     |
| 1.                       |               |       |       |                  |                  |                       |                       |       |       |

## Palmarés

### Campeonatos nacionales
| Título             | Club     | Año  |
| ------------------ | -------- | ---- |
| Campeonato Carioca | Flamengo | 2019 |

### Campeonatos internacionales
| Título                                   | Club              | Año  |
| ---------------------------------------- | ----------------- | ---- |
| Campeonato Sudamericano de Fútbol Sub-17 | Bandera de Brasil | 2015 |

### Distinciones individuales
| Distinción                                     | Año  |
| ---------------------------------------------- | ---- |
| 11 ideal de la Serie A de Ecuador              | 2022 |
| Mejor lateral derecho de la Serie A de Ecuador | 2022 |